# Mortiers (Aisne)
Pour les articles homonymes, voir Mortiers.
Mortiers est une commune française située dans le département de l'Aisne, en région Hauts-de-France.

## Géographie

### Localisation
- 1Carte dynamique
- 2Carte OpenStreetMap
- 3Carte topographique
- 4Carte avec les communes environnantes
- 5Entrée du village

Mortiers est un village rural du Laonnois situé à 15 km au nord-est de Laon 33 km au sud-est de Saint-Quentin et à 55 km de Reims.

### Hydrographie
La commune est située dans le bassin Seine-Normandie. Elle est drainée par la Serre et la rivière Ancienne Fausse Souche,,.
La Serre, d'une longueur de 96 km, prend sa source dans la commune de La Férée, à 265 m d'altitude, et se jette  dans l'Oise (rive gauche) à Danizy, à 52 m d'altitude, après avoir traversé 39 communes. Les caractéristiques hydrologiques du la Serre sont données par la station hydrologique située sur la commune. Le débit moyen mensuel est de 7,66 m3/s. Le débit moyen journalier maximum est de 58,9 m3/s, atteint lors de la crue du 6 janvier 2001. Le débit instantané maximal est quant à lui de 59,2 m3/s, atteint le même jour.

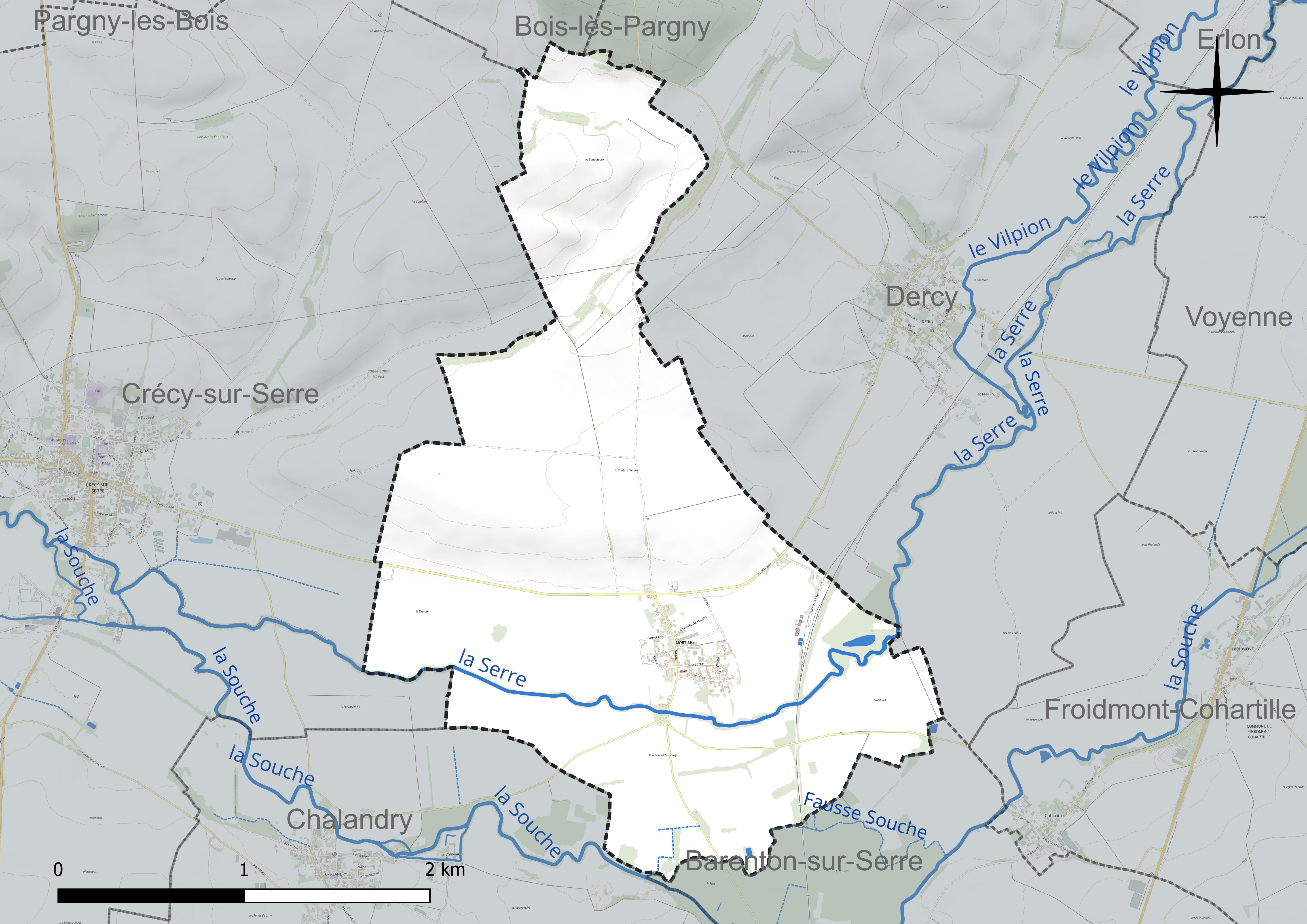
Réseau hydrographique de Mortiers.

### Climat
Pour des articles plus généraux, voir Climat des Hauts-de-France et Climat de l'Aisne.
En 2010, le climat de la commune est de type climat océanique dégradé des plaines du Centre et du Nord, selon une étude du CNRS s'appuyant sur une série de données couvrant la période 1971-2000. En 2020, Météo-France publie une typologie des climats de la France métropolitaine dans laquelle la commune est exposée à un climat océanique altéré et est dans la région climatique Nord-est du bassin Parisien, caractérisée par un ensoleillement médiocre, une pluviométrie moyenne régulièrement répartie au cours de l'année et un hiver froid (3 °C).
Pour la période 1971-2000, la température annuelle moyenne est de 10,3 °C, avec une amplitude thermique annuelle de 15,1 °C. Le cumul annuel moyen de précipitations est de 724 mm, avec 12,1 jours de précipitations en janvier et 8,9 jours en juillet. Pour la période 1991-2020, la température moyenne annuelle observée sur la station météorologique la plus proche, située sur la commune d'Aulnois-sous-Laon à 9 km à vol d'oiseau, est de 11,0 °C et le cumul annuel moyen de précipitations est de 685,6 mm,. Pour l'avenir, les paramètres climatiques de la commune estimés pour 2050 selon différents scénarios d'émission de gaz à effet de serre sont consultables sur un site dédié publié par Météo-France en novembre 2022.

## Urbanisme

### Typologie
Au 1er janvier 2024, Mortiers est catégorisée commune rurale à habitat dispersé, selon la nouvelle grille communale de densité à 7 niveaux définie par l'Insee en 2022.
Elle est située hors unité urbaine. Par ailleurs la commune fait partie de l'aire d'attraction de Laon, dont elle est une commune de la couronne,. Cette aire, qui regroupe 106 communes, est catégorisée dans les aires de 50 000 à moins de 200 000 habitants,.

### Occupation des sols
L'occupation des sols de la commune, telle qu'elle ressort de la base de données européenne d'occupation biophysique des sols Corine Land Cover (CLC), est marquée par l'importance des territoires agricoles (94,4 % en 2018), une proportion identique à celle de 1990 (94,4 %). La répartition détaillée en 2018 est la suivante : 
terres arables (83,9 %), prairies (7,9 %), zones urbanisées (5,2 %), zones agricoles hétérogènes (2,6 %), forêts (0,4 %).
L'évolution de l'occupation des sols de la commune et de ses infrastructures peut être observée sur les différentes représentations cartographiques du territoire : la carte de Cassini (XVIIIe siècle), la carte d'état-major (1820-1866) et les cartes ou photos aériennes de l'IGN pour la période actuelle (1950 à aujourd'hui).

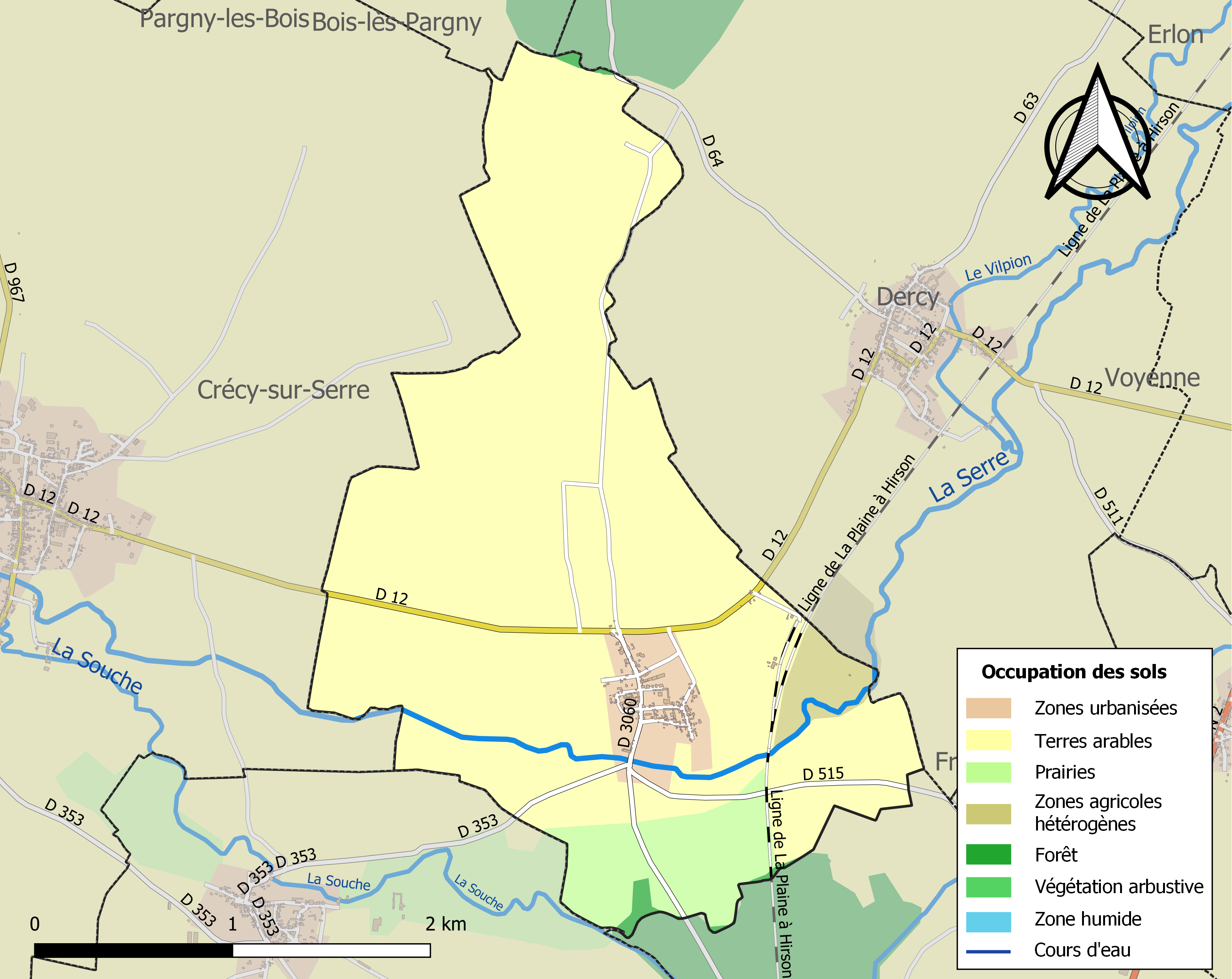
Carte de l'occupation des sols de la commune en 2018 (CLC).

## Toponymie
Le nom de la localité est attesté sous les formes Morteriolum (1156) ; Morties, Mortier (1389) ; Mortyer (1608).
Sens du toponyme très répandu dans la France du Nord : « lieu boueux, marécage » ou du latin mortarium qui veut dire auge, mortier. Des sablières (sable gras et sable plus maigre) servaient pour les mortiers de construction.

## Histoire
Avant la Révolution française, la société locale est divisée entre gros agriculteurs, propriétaires de fermes dépassant la centaine d'hectares, et ouvriers agricoles très dépendants. Ces deux classes s'affrontent lors de la décennie révolutionnaire. Un des épisodes de cet affrontement est celui de la levée en masse décrétée par la loi du 24 février 1793. Le règlement de la levée prévoyait que la commune financerait l'équipement des recrues. Les recrues de la commune exigent du plus gros agriculteur de verser le nécessaire, arguant qu'étant le plus favorisé de la commune, il était aussi celui qui avait le plus à perdre et donc avait le plus intérêt à la défense de la patrie. Devant son refus, ils pillent sa maison.
La commune a été desservie par la gare de Dercy - Mortiers, sur la ligne de La Plaine à Hirson et Anor (frontière). Cette gare, ouverte en 1869, était également le terminus de la ligne de chemin de fer secondaire à voie normale de Versigny à Dercy - Mortiers, ouverte en 1878 et fermée en 1959. La gare est fermée de longue date.
Première Guerre mondiale
Le village est considéré comme détruit à la fin de la guerre et a  été décoré de la Croix de guerre 1914-1918, le 22 octobre 1920.
Seconde Guerre mondiale
Le 17 mai 1940, au début de la Bataille de France, des combats ont lieu dans le secteur de la commune opposant la première compagnie du 15e BCC au moins un tank B1 Bis, le Bourrasque est détruit.

### Passé ferroviaire du village
| Mortiers |

De 1878 à 1959, Dercy a été traversée par la ligne de chemin de fer Dercy-Mortiers à Versigny, qui, venant de la gare Dercy-Mortiers, après avoir quitté la ligne de Laon à Hirson passait au sud du village, de l'autre côté de  La Serre et se dirigeait vers Chalandry.
 Cette ligne servait aux transports de passagers, de marchandises, de betteraves sucrières, de pierre à chaux. À partir de 1950, avec l'amélioration des routes et le développement du transport automobile, le trafic ferroviaire a périclité et la ligne a été fermée en 1959. L'ancienne gare est devenue aujourd'hui une habitation.

## Politique et administration

### Rattachements administratifs et électoraux
La commune se trouve dans l'arrondissement de Laon du département de l'Aisne. Pour l'élection des députés, elle fait partie depuis 1988 de la première circonscription de l'Aisne.
Elle faisait partie depuis 1793 du canton de Crécy-sur-Serre. Dans le cadre du redécoupage cantonal de 2014 en France, la commune est désormais intégrée au canton de Marle.

### Intercommunalité
La commune est membre de la communauté de communes du Pays de la Serre, créée fin 1992.

### Liste des maires
| Période                                  | Période                    | Identité                        | Étiquette | Qualité                                    |
| ---------------------------------------- | -------------------------- | ------------------------------- | --------- | ------------------------------------------ |
| Les données manquantes sont à compléter. |                            |                                 |           |                                            |
| 1950                                     | 1971                       | Pierre Lejeune[réf. nécessaire] |           | Agriculteur                                |
| Les données manquantes sont à compléter. |                            |                                 |           |                                            |
| 1999                                     | mars 2008                  | Georges Lagrange                |           |                                            |
| mars 2008                                | mai 2020                   | Alain Piercourt                 | DVG       | Agriculteur Réélu pour le mandat 2014-2020 |
| mai 2020                                 | En cours (au 20 juin 2020) | Paulette Branquart              |           |                                            |

## Démographie
L'évolution du nombre d'habitants est connue à travers les recensements de la population effectués dans la commune depuis 1793. Pour les communes de moins de 10 000 habitants, une enquête de recensement portant sur toute la population est réalisée tous les cinq ans, les populations de référence des années intermédiaires étant quant à elles estimées par interpolation ou extrapolation. Pour la commune, le premier recensement exhaustif entrant dans le cadre du nouveau dispositif a été réalisé en 2006.

En 2022, la commune comptait 184 habitants, en évolution de −2,13 % par rapport à 2016 (Aisne : −1,97 %, France hors Mayotte : +2,11 %).
| 1793 | 1800 | 1806 | 1821 | 1831 | 1836 | 1841 | 1846 | 1851 |
| ---- | ---- | ---- | ---- | ---- | ---- | ---- | ---- | ---- |
| 372  | 418  | 431  | 458  | 425  | 417  | 398  | 380  | 341  |

| 1856 | 1861 | 1866 | 1872 | 1876 | 1881 | 1886 | 1891 | 1896 |
| ---- | ---- | ---- | ---- | ---- | ---- | ---- | ---- | ---- |
| 326  | 306  | 327  | 369  | 377  | 363  | 342  | 291  | 283  |

| 1901 | 1906 | 1911 | 1921 | 1926 | 1931 | 1936 | 1946 | 1954 |
| ---- | ---- | ---- | ---- | ---- | ---- | ---- | ---- | ---- |
| 282  | 295  | 268  | 299  | 271  | 260  | 261  | 223  | 268  |

| 1962 | 1968 | 1975 | 1982 | 1990 | 1999 | 2006 | 2011 | 2016 |
| ---- | ---- | ---- | ---- | ---- | ---- | ---- | ---- | ---- |
| 289  | 246  | 229  | 199  | 207  | 213  | 211  | 203  | 188  |

| 2021 | 2022 | - | - | - | - | - | - | - |
| ---- | ---- | - | - | - | - | - | - | - |
| 182  | 184  | - | - | - | - | - | - | - |

## Culture locale et patrimoine

### Lieux et monuments
- L'église Saint-Jean-Baptiste.

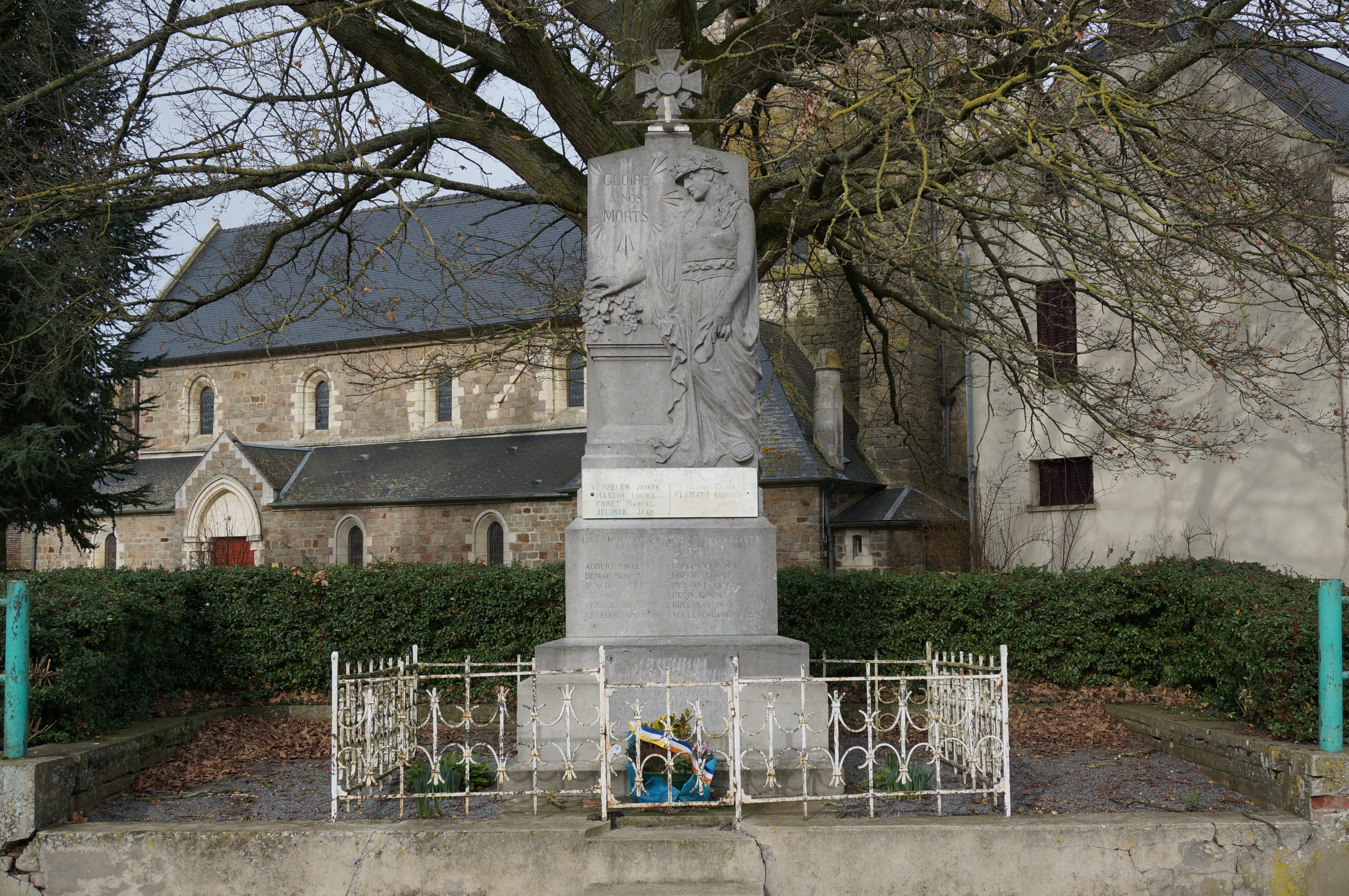
Le monument aux morts devant l'église.
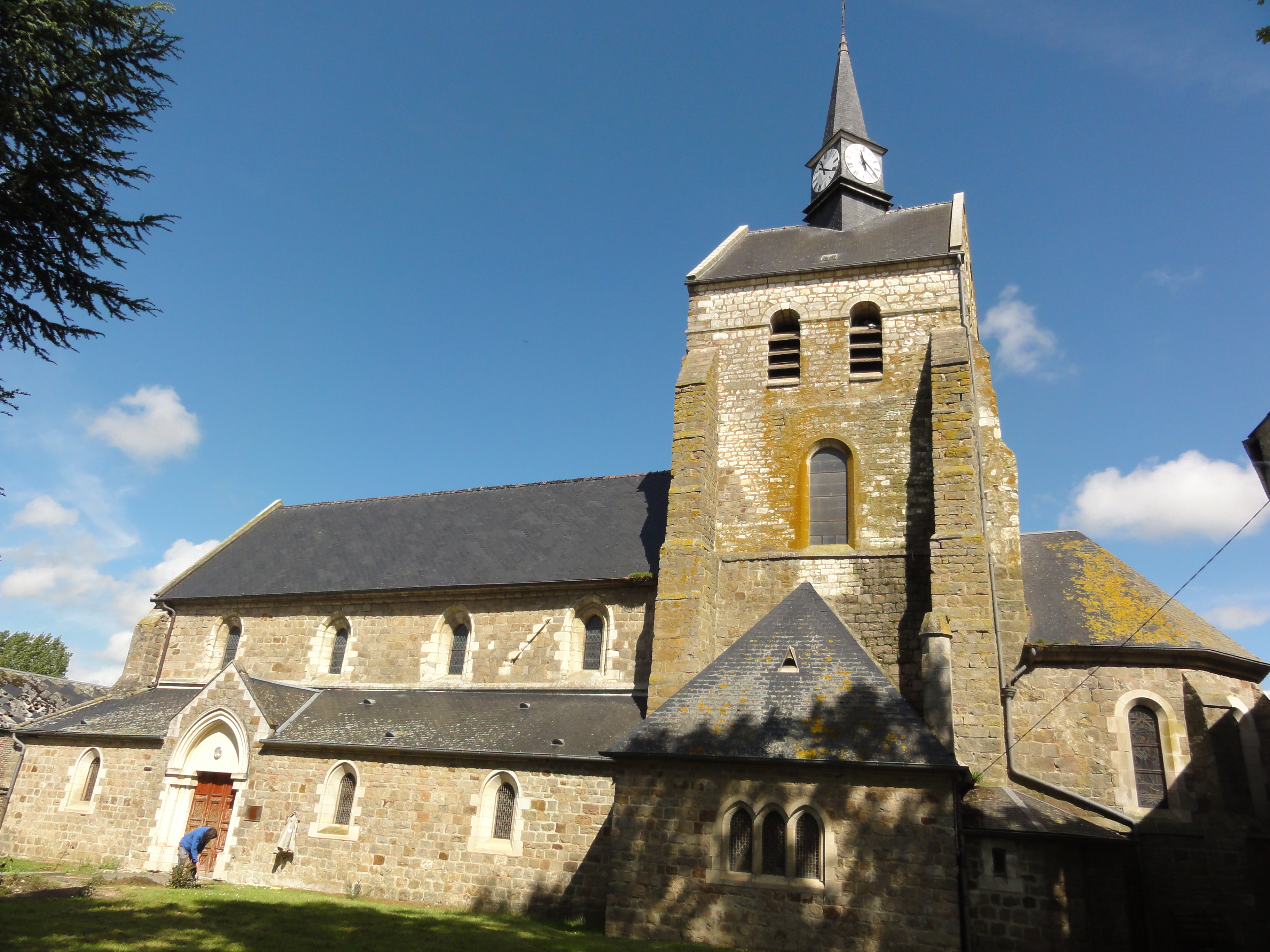
L'église de Mortiers.
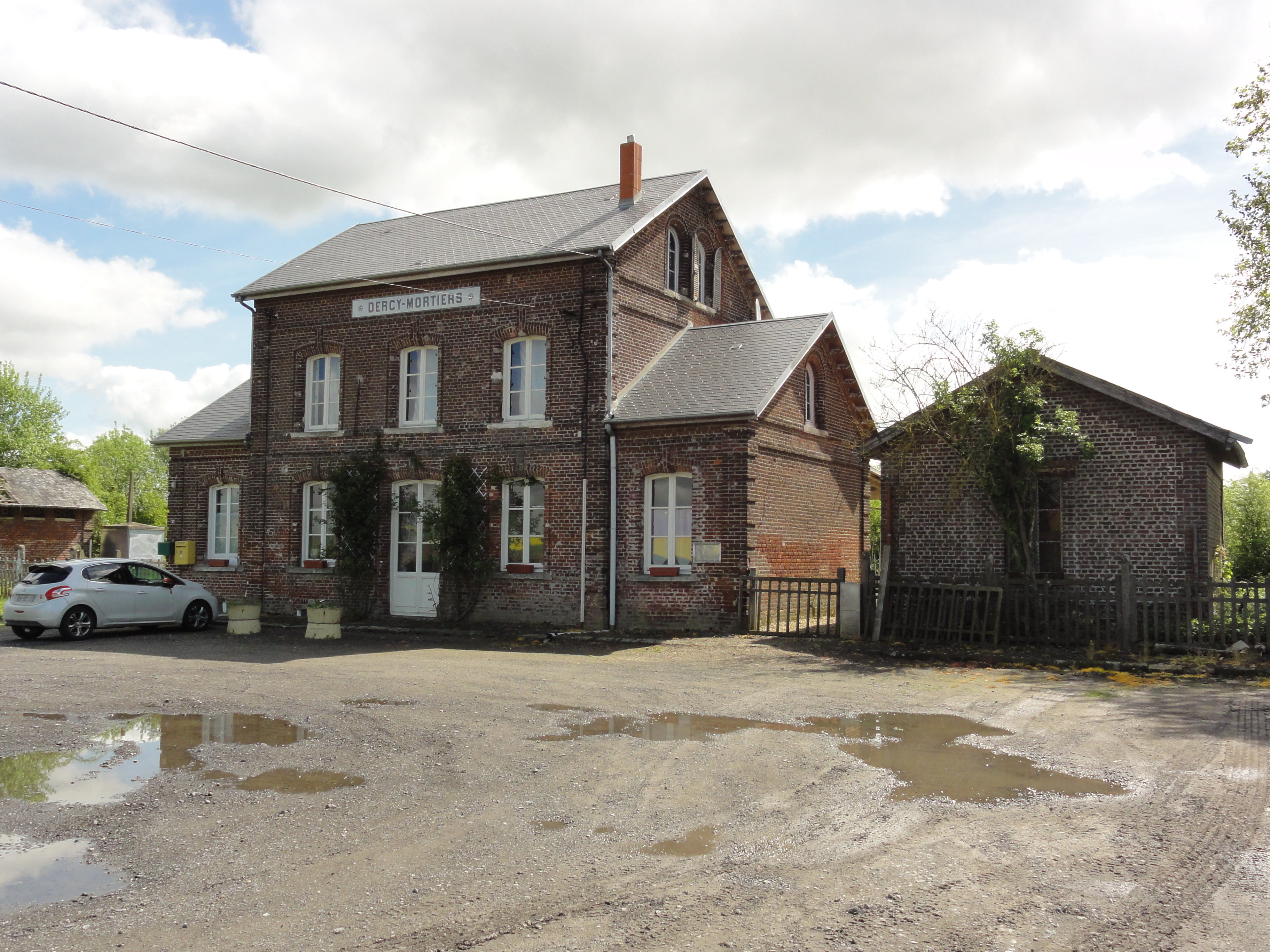
L'ancienne gare de Dercy-Mortiers.